# 北之幸谷の獅子舞
北之幸谷の獅子舞（きたのこうやのししまい）は、千葉県東金市北之幸谷地区稲荷神社の氏子に伝承された二人立ちの獅子舞で、県の指定無形民俗文化財。

## 概要
伊勢の代神楽の流れであり、起源は不明。現在の形は九十九里町西野から伝承されたものだといわれている。笛・締太鼓・大太鼓・大鼓・小鼓・鉦を使用する演奏者と、獅子舞の演者で構成されている。
1964（昭和39)年4月28日、千葉県は、東金市北之幸谷本地獅子連の伝えるこの獅子舞を無形民俗文化財として指定した。
毎年2月、10月、11月に稲荷神社を中心に獅子舞奉納が行われる。秋祭りには獅子が長さ10メートルの梯子に登る「梯子のぼり」が披露される。

## 演目
- 平舞
- 四つ足
- 玉釣
- はしご昇り
- 蛇狂
- 蛙狂
- 大狂
- おそめ
- 千丈が嶽の子落し
- 梯子登り
- 岡崎
- 剣の舞
- 平神楽
- 鳥刺
- 和唐内

などがある。
舞方は襦袢、軽袗(かるさん)姿で獅子頭を冠って舞う。平神楽の場合は幣束姿で神楽鈴を採物として用いる。面形(おもてがた)には、おかめ・ひょっとこ・白狐・医者その他を用いる。
囃子の曲目には
- 四丁目
- 中山
- 鎌倉

などがある。